# ماريا فلور
ماريا فلور (بالبرتغالية: Maria Flor‏) هي ممثلة برازيلية، ولدت في 31 أغسطس 1983 في Laranjeiras ‏ في البرازيل.

## أعمال

### أفلام
- (2011) 360[5]

## وصلات خارجية
- ماريا فلور على موقع IMDb (الإنجليزية)
- ماريا فلور على موقع ألو سيني (الفرنسية)
- ماريا فلور على موقع أول موفي (الإنجليزية)
- ماريا فلور على موقع قاعدة بيانات الفيلم (الإنجليزية)
- ماريا فلور على موقع كينوبويسك (الروسية)